# Télémark (race bovine)
Pour les articles homonymes, voir Telemark.
La télémark est une race bovine norvégienne. En norvégien, elle se nomme Telemarkfe (fe signifie à peu près « bétail »).

## Origine
Elle appartient au rameau des races nordiques. Elle est originaire des montagnes du sud-est de la Norvège.
Le livre généalogique a été ouvert en 1926. Dans les années 1960, des mâles pie rouge de Norvège ont été utilisés. Après avoir été en danger de disparition, l'effectif en 2001 était de 620 femelles dont 500 inscrites au registre et 60 mâles. 95 % de femelles reproduisent en race pure. Afin de préserver l'avenir de la race, 27 000 paillettes de semence de 44 taureaux étaient congelées en 1995. 

## Morphologie
Elle porte une robe pie rouge avec une bande blanche qui court sur la ligne dorsale, la queue et le ventre. Les flancs sont finement mouchetés. Les cornes sont en lyre haute et les muqueuses sont rouges. C'est une race de taille moyenne. La vache mesure 120 cm au garrot et pèse 450 kg. Le taureau mesure 140 cm pour 700 kg. 

## Aptitudes
Elle est classée mixte. Elle donne un lait riche et les bêtes de réforme sont bien valorisées. 